# او (فیلم ۲۰۲۵)
او (به انگلیسی: Him) یک فیلم ترسناک ورزشی آمریکایی به کارگردانی جاستین تیپینگ و نویسندگی زک آکرز و اسکیپ برونکی است. در این فیلم مارلون وینز، تیریک ویترز و جولیا فاکس بازی می‌کنند. این فیلم قرار است در تاریخ ۱۹ سپتامبر ۲۰۲۵ توسط یونیورسال پیکچرز در سینما اکران شود.

## داستان
یک ورزشکار آینده دار برای تمرین با اسطوره‌ای می‌رود که در شرف بازنشستگی است.

## ساخت
فیلمبرداری اصلی تا نوامبر ۲۰۲۴ تکمیل شده بود.